# Michael Biehn
Michael Connell Biehn, född 31 juli 1956 i Anniston, Alabama, är en amerikansk skådespelare som under 1980-talet hade betydande roller i ett antal storfilmer inklusive Terminator (1984), Aliens – Återkomsten (1986) och Avgrunden (1989), alla regisserade av James Cameron. 

## Biografi
Michael Biehn föddes i Anniston, Alabama men växte upp i Lincoln, Nebraska. Han studerade drama på University of Arizona men hoppade av utbildningen för att göra karriär i Hollywood. Hans genombrott kom i filmen The Fan (1981) där han spelade en psykopatisk beundrare till en musikalstjärna spelad av Lauren Bacall. Biehns kanske mest betydelsefulla roll kom i James Camerons Terminator (1984) där han spelade rollen som Kyle Reese, en ensam soldat som skickas tillbaka i tiden för att skydda Sarah Connor (Linda Hamilton) från en mördande cyborg (Arnold Schwarzenegger). Biehn blev sedan ett återkommande inslag i James Camerons filmer. Han hade även betydande roller i Aliens - Återkomsten (1986) och Avgrunden (1989). Han repriserade kort sin roll som Kyle Reese i Camerons Terminator 2 – Domedagen men scenen blev bortklippt från biografversionen. 
Biehn såg ett tag ut att ta klivet upp till de riktigt stora huvudrollerna men under 1990-talets andra halva verkade han ha svårt att behålla sin status bland Hollywoods stjärnor. Han medverkade dock i ett antal framgångsrika filmer under denna tid, som Tombstone (1993) The Rock (1996) och The Art of War (2000). Biehn debuterade som regissör med filmen The Blood Bond (2010). 
Biehn anses av många vara en skådespelare av hög klass och han har ofta prisats för sin insats i Terminator. Hans för genrens ovanligt nyanserade skådespelarprestation var länge förbisedd men omnämns allt oftare som en nyckelingrediens till filmens framgång gentemot liknande verk, bland annat i Sean Frenchs bok med samma namn under bokserien BFI Modern Classics. 
I alla James Cameron-filmer som Michael Biehn är med i blir han biten i handen förutom i den bortklippta scenen i Terminator 2.

## Filmografi (urval)
- 1984 – Terminator
- 1986 – Aliens – Återkomsten
- 1988 – Det sjunde tecknet
- 1989 – Avgrunden
- 1990 – Navy Seals
- 1991 – K2 - Den största utmaningen
- 1993 – Tombstone
- 1996 – The Rock
- 1997 – Asteroid
- 2000 – Cherry Falls
- 2000 – The Art of War
- 2004 – Hawaii (TV-serie)
- 2005 – Kaos
- 2007 – Planet Terror
- 2009 – Streets of Blood

## Datorspel
- 1999 - Command & Conquer: Tiberian Sun
- 2013 - Far Cry 3: Blood Dragon (röst)